# Youlan (köpinghuvudort i Kina, Jiangxi Sheng, lat 28,58, long 116,15)
Youlan är en köpinghuvudort i Kina. Den ligger i provinsen Jiangxi, i den sydöstra delen av landet, omkring 28 kilometer sydost om provinshuvudstaden Nanchang. Antalet invånare är 39 903. Befolkningen består av 19 462 kvinnor och 20 441 män. Barn under 15 år utgör 22,0 %, vuxna 15-64 år 63 %, och äldre över 65 år 14,0 %.
Runt Youlan är det tätbefolkat, med 369 invånare per kvadratkilometer. Närmaste större samhälle är Luojiazhen, 16,7 km väster om Youlan. Trakten runt Youlan består till största delen av jordbruksmark.
Genomsnittlig årsnederbörd är 2 373 millimeter. Den regnigaste månaden är juni, med i genomsnitt 357 mm nederbörd, och den torraste är oktober, med 36 mm nederbörd.